# 1650

## Esdeveniments

### Països Catalans
- Pau del Rosso succeix  a Andreu Pont com a president de la Generalitat de Catalunya[1]
- La gran pesta mediterrània arriba a Barcelona.[2]
- 27 de novembre, Tortosa, Catalunya: les tropes de Felip IV de Castella conquereixen la ciutat als francesos[3]

### Resta del món
- Otto von Guericke construeix la primera bomba de buit[4]
- 13 de setembre, Principat de Lieja: Maximilià Enric de Baviera esdevé príncep-bisbe, mandat que ompleix fins a la seva mort el 1680.[5]

## Naixements

### Països Catalans
- 12 de gener, Arenys de Mar, Catalunya: el militar i cortesà Bernat Antoni Pasqual

### Resta del món
- Caen: Marthe Le Rochois, cantant francesa del Barroc[6]
- 26 de maig, Devon: John Churchill (1r duc de Marlborough), militar i polític anglès[7]
- 28 de novembre, Kortrijk, comtat de Flandes: Jan Palfijn, metge i inventor del fòrceps obstètric[8]

## Necrològiques
- 11 de febrer, Estocolm, Suècia: René Descartes, filòsof i matemàtic francès.[9]
- 6 de novembre
- 24 de novembre, La Haie, Províncies Unides: Stadtholder Guillem II d'Orange-Nassau, mor de verola amb 24 anys.[10]
- Adrián de Alesio, pintor i poeta peruà.[11]